# 大山町

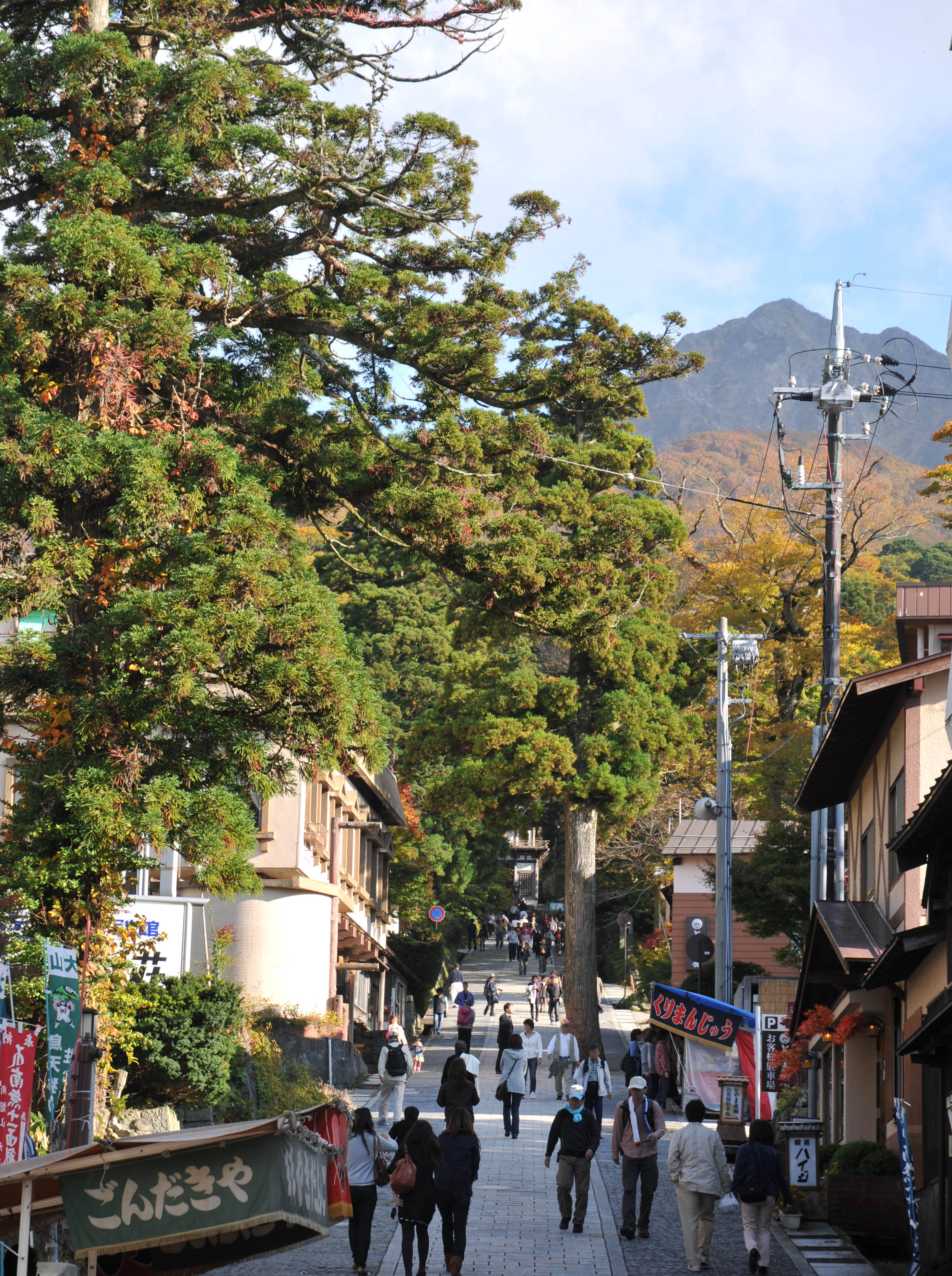
大山寺参道

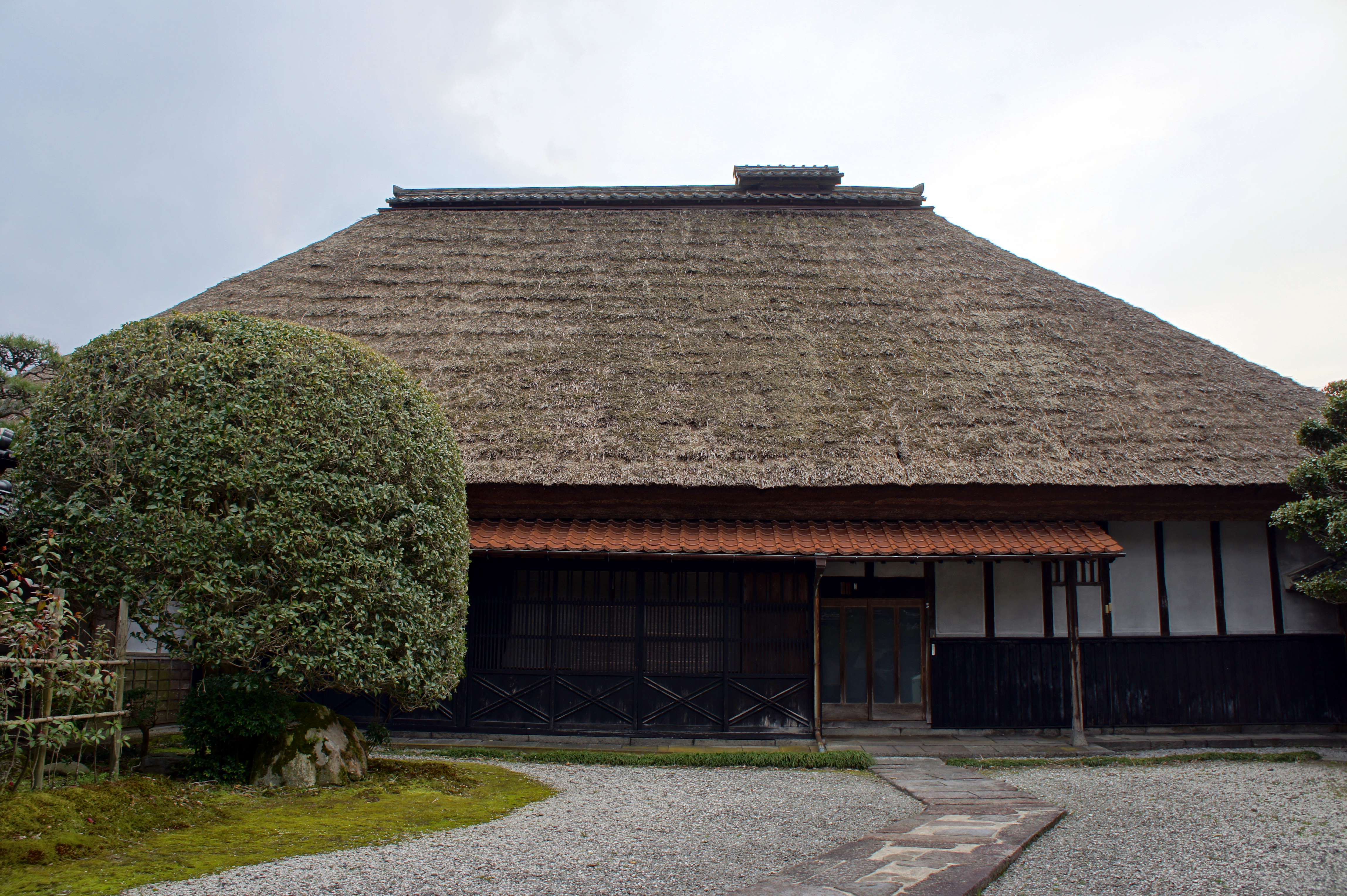
門脇家住宅

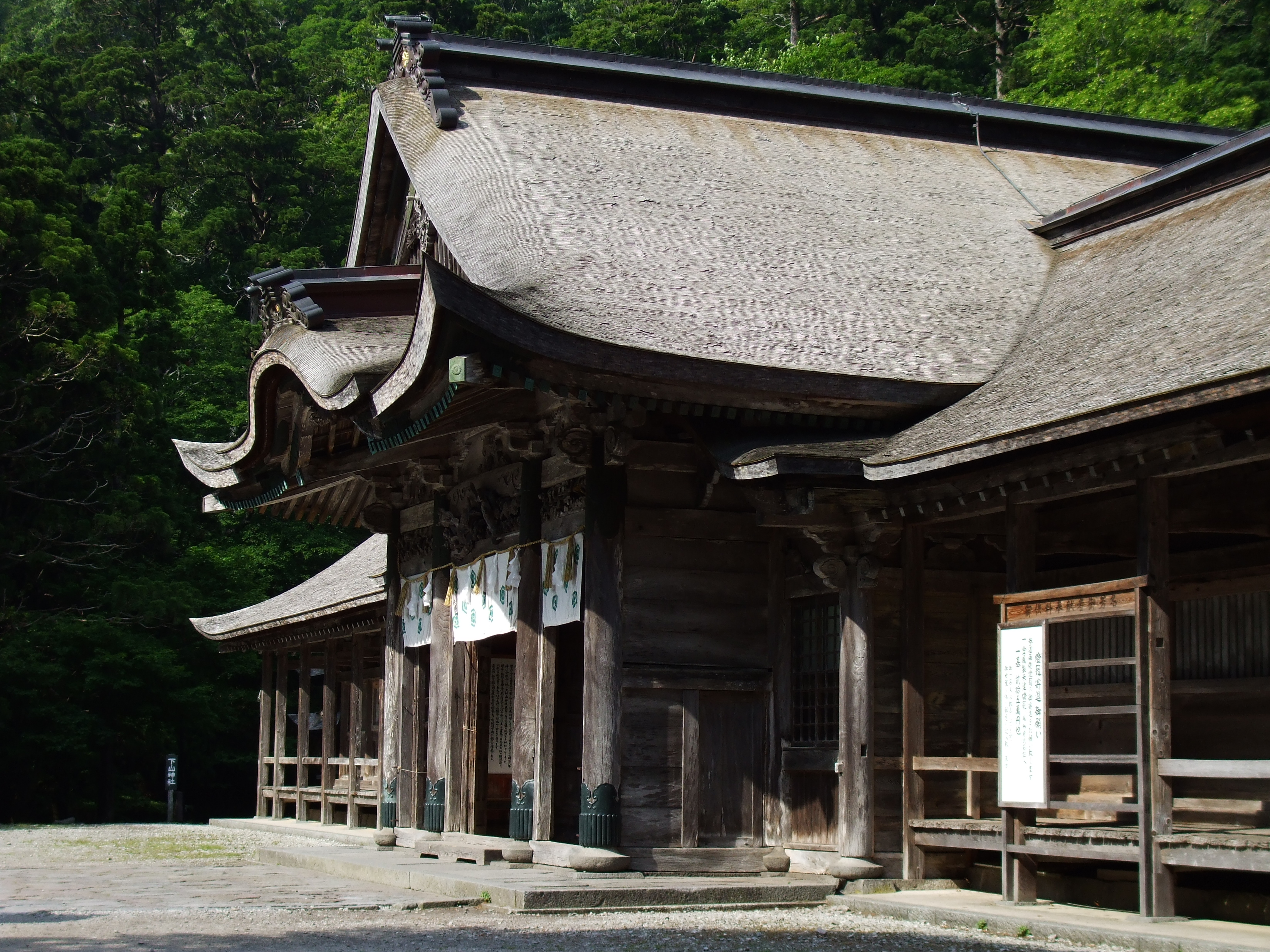
大神山神社奥宮

大山町（だいせんちょう）は、鳥取県の西部に位置し、中国地方の最高峰でもある大山の名を冠する町。町域は日本海に接する海岸部から大山山頂にまで及ぶ。西伯郡に属す。
主な産業は観光と農業。移住者の定着率が高く、特に20〜30代の若い移住が多い。

## 歴史
- 1955年（昭和30年）9月1日 - 所子村および高麗村の一部（稲光・上万・平田・保田・安原・富岡・妻木・荘田・長田）が合併して大山町（初代）が発足。
- 1955年（昭和30年）11月3日 - 大山村と合併し、改めて大山町（2代目）が発足。
- 2005年（平成17年）3月28日 - 名和町・中山町と合併し、改めて大山町（3代目）が発足[3]。
- 2013年（平成25年）12月27日 - 所子地区の25.8ヘクタールが国の重要伝統的建造物群保存地区として選定される。
- 2015年（平成27年）10月10日 - （新）大山町の町花にハマナス（旧中山町の町花）、町木にダイセンキャラボク（旧大山町より継承）を選定。1972年（昭和47年）に第27回冬季国体開催を記念して（旧）大山町が選定した愛唱歌「大山賛歌 わがこころの山」が正式な町民歌として制定される。

## 行政

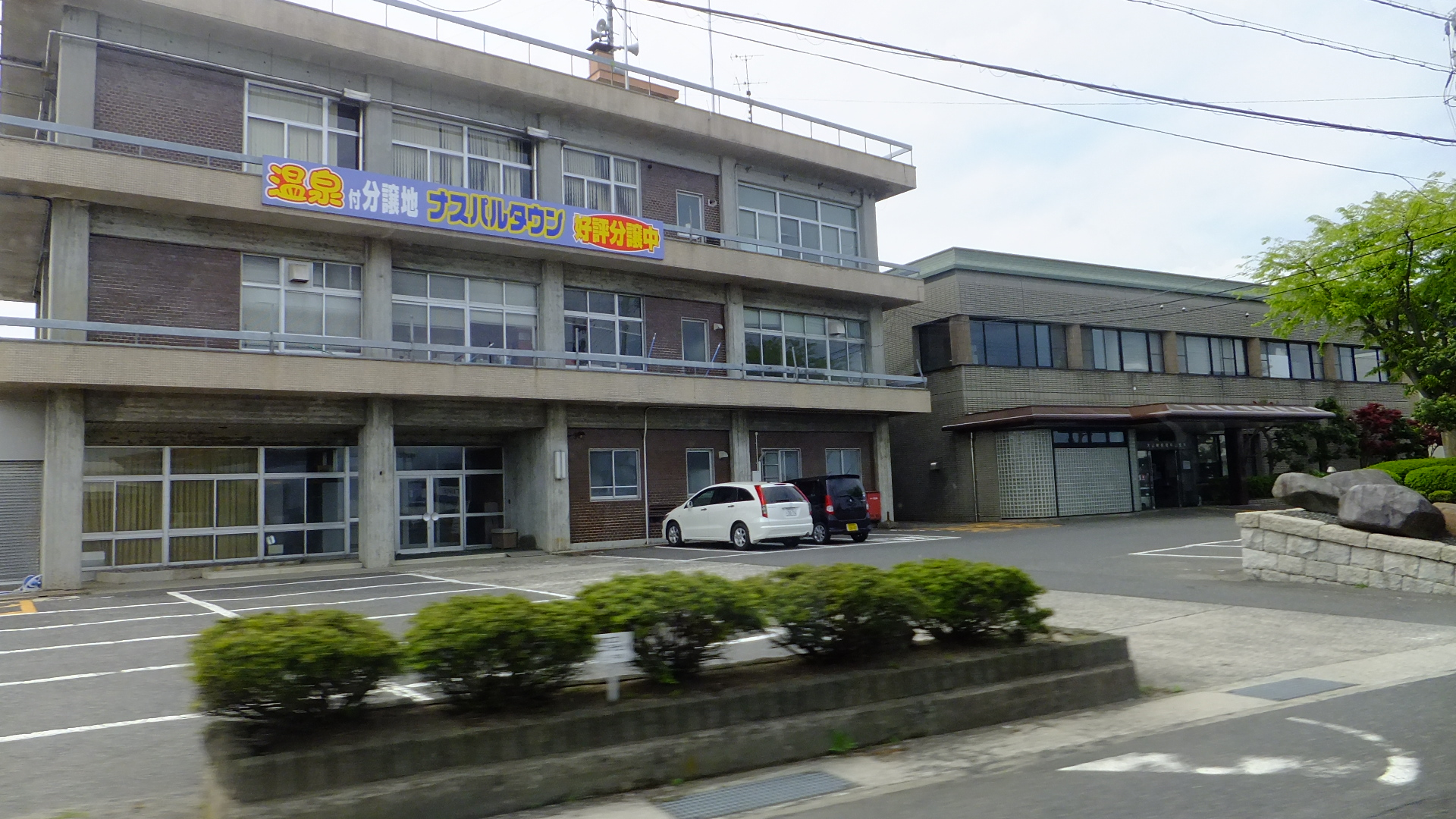
中山支所

- 大山町長 竹口大紀（2017年4月24日 - 、2期目[4]）
  - 2017年4月16日実施の町長選挙において現職の森田増範町長を破り、初当選した。当選時の年齢は35歳2ヶ月で歴代最年少であり、また鳥取県内の現職首長で最年少である。

### 歴代町長
- 初代町長 山口隆之（前名和町長）
  - 2005年4月24日実施予定の町長選挙の告示が4月19日に行われたが、山口町長以外に立候補者がなかったため無投票で当選した。
- 二代町長 森田増範
  - 2009年4月20日実施の町長選挙において山口町長を破り、当選した。

町庁舎は本庁舎（旧名和町役場）の他に大山支所、中山支所も存在する。大山支所は旧町役場が老朽化していたため新築され、中山支所は旧町役場をそのまま使用している。
大山支所
所在地:〒689-3332 鳥取県西伯郡大山町末長500番地
中山支所
所在地:〒689-3111 鳥取県西伯郡大山町赤坂66番地

## 経済

### 産業
- 主な産業
- 産業人口

## 姉妹都市・提携都市
- 嘉手納町(沖縄県）
- 伊予市(愛媛県)
- 呉市(広島県)
- 襄陽郡(大韓民国)
- テメキュラ市(アメリカ合衆国)

## 地域

### 人口
| |                                        |  |
| 大山町と全国の年齢別人口分布（2005年） | 大山町の年齢・男女別人口分布（2005年） |  |
| ■紫色 ― 大山町 ■緑色 ― 日本全国 | ■青色 ― 男性 ■赤色 ― 女性              |  |
| 大山町（に相当する地域）の人口の推移 \| 1970年（昭和45年） \| 22,626人 \| \| \| 1975年（昭和50年） \| 22,180人 \| \| \| 1980年（昭和55年） \| 22,356人 \| \| \| 1985年（昭和60年） \| 22,225人 \| \| \| 1990年（平成2年） \| 21,508人 \| \| \| 1995年（平成7年） \| 20,563人 \| \| \| 2000年（平成12年） \| 19,561人 \| \| \| 2005年（平成17年） \| 18,897人 \| \| \| 2010年（平成22年） \| 17,491人 \| \| \| 2015年（平成27年） \| 16,470人 \| \| \| 2020年（令和2年） \| 15,370人 \| \| |                                        |  |
| 総務省統計局 国勢調査より |                                        |  |
| 1970年（昭和45年） | 22,626人                               |  |
| 1975年（昭和50年） | 22,180人                               |  |
| 1980年（昭和55年） | 22,356人                               |  |
| 1985年（昭和60年） | 22,225人                               |  |
| 1990年（平成2年） | 21,508人                               |  |
| 1995年（平成7年） | 20,563人                               |  |
| 2000年（平成12年） | 19,561人                               |  |
| 2005年（平成17年） | 18,897人                               |  |
| 2010年（平成22年） | 17,491人                               |  |
| 2015年（平成27年） | 16,470人                               |  |
| 2020年（令和2年） | 15,370人                               |  |

### 住所表記
2005年3月28日の合併により、新制による大山町が発足した。このため、住所表記が以下の通り変更された。また、大字は表示しない。
- 旧大山町は従前のとおり（元々「大字」は付かない）。
- 旧名和町・中山町は「西伯郡××町△△」→「西伯郡大山町△△」とする（「大字」があった場合は外す）。

-例-
- 鳥取県西伯郡大山町△△ → 鳥取県西伯郡大山町△△
- 鳥取県西伯郡名和町大字△△ → 鳥取県西伯郡大山町△△
- 鳥取県西伯郡中山町△△ → 鳥取県西伯郡大山町△△

-例外-
- 鳥取県西伯郡中山町豊成 → 鳥取県西伯郡大山町長野
- 鳥取県西伯郡中山町松河原（※の区域） → 鳥取県西伯郡大山町長野
  - ※日焼畑、上戸屋谷、下戸屋谷、下弓ノ木、長野屋敷、中弓ノ木、番ノ久米に限る。

- 鳥取県西伯郡中山町松河原（その他） → 鳥取県西伯郡大山町松河原

### 教育
- 大山町立大山小学校
  - 赤松分校（2010年閉校）
- 大山町立大山西小学校
- 大山町立名和小学校（2006年4月1日に名和・光徳・庄内の3小学校を統合。）
- 大山町立中山小学校
- 大山町立大山中学校
- 大山町立名和中学校
- 大山町立中山中学校

## 気候
| 塩津（1991年 - 2020年）の気候      | 塩津（1991年 - 2020年）の気候 | 塩津（1991年 - 2020年）の気候 | 塩津（1991年 - 2020年）の気候 | 塩津（1991年 - 2020年）の気候 | 塩津（1991年 - 2020年）の気候 | 塩津（1991年 - 2020年）の気候 | 塩津（1991年 - 2020年）の気候 | 塩津（1991年 - 2020年）の気候 | 塩津（1991年 - 2020年）の気候 | 塩津（1991年 - 2020年）の気候 | 塩津（1991年 - 2020年）の気候 | 塩津（1991年 - 2020年）の気候 | 塩津（1991年 - 2020年）の気候 |
| 月                                 | 1月                           | 2月                           | 3月                           | 4月                           | 5月                           | 6月                           | 7月                           | 8月                           | 9月                           | 10月                          | 11月                          | 12月                          | 年                            |
| ---------------------------------- | ----------------------------- | ----------------------------- | ----------------------------- | ----------------------------- | ----------------------------- | ----------------------------- | ----------------------------- | ----------------------------- | ----------------------------- | ----------------------------- | ----------------------------- | ----------------------------- | ----------------------------- |
| 最高気温記録 °C （°F）             | 20.6 (69.1)                   | 23.9 (75)                     | 26.6 (79.9)                   | 31.0 (87.8)                   | 31.4 (88.5)                   | 35.8 (96.4)                   | 36.3 (97.3)                   | 37.5 (99.5)                   | 36.5 (97.7)                   | 32.7 (90.9)                   | 28.8 (83.8)                   | 24.6 (76.3)                   | 37.5 (99.5)                   |
| 平均最高気温 °C （°F）             | 8.2 (46.8)                    | 8.9 (48)                      | 12.1 (53.8)                   | 17.0 (62.6)                   | 21.5 (70.7)                   | 24.4 (75.9)                   | 28.5 (83.3)                   | 30.1 (86.2)                   | 26.2 (79.2)                   | 21.4 (70.5)                   | 16.4 (61.5)                   | 11.0 (51.8)                   | 18.8 (65.8)                   |
| 日平均気温 °C （°F）               | 5.0 (41)                      | 5.4 (41.7)                    | 8.0 (46.4)                    | 12.6 (54.7)                   | 17.1 (62.8)                   | 20.8 (69.4)                   | 25.1 (77.2)                   | 26.3 (79.3)                   | 22.6 (72.7)                   | 17.5 (63.5)                   | 12.5 (54.5)                   | 7.5 (45.5)                    | 15.0 (59)                     |
| 平均最低気温 °C （°F）             | 2.0 (35.6)                    | 1.8 (35.2)                    | 3.7 (38.7)                    | 7.8 (46)                      | 12.5 (54.5)                   | 17.4 (63.3)                   | 22.1 (71.8)                   | 22.9 (73.2)                   | 19.1 (66.4)                   | 13.6 (56.5)                   | 8.6 (47.5)                    | 4.2 (39.6)                    | 11.3 (52.3)                   |
| 最低気温記録 °C （°F）             | −6.3 (20.7)                   | −7.6 (18.3)                   | −3.2 (26.2)                   | −0.9 (30.4)                   | 3.3 (37.9)                    | 8.6 (47.5)                    | 12.9 (55.2)                   | 15.5 (59.9)                   | 8.3 (46.9)                    | 4.7 (40.5)                    | 0.9 (33.6)                    | −3.6 (25.5)                   | −7.6 (18.3)                   |
| 降水量 mm （inch）                 | 160.8 (6.331)                 | 113.8 (4.48)                  | 123.3 (4.854)                 | 100.2 (3.945)                 | 111.3 (4.382)                 | 157.1 (6.185)                 | 207.8 (8.181)                 | 143.0 (5.63)                  | 230.4 (9.071)                 | 136.4 (5.37)                  | 141.0 (5.551)                 | 176.6 (6.953)                 | 1,801.6 (70.929)              |
| 平均降水日数 （≥1.0 mm）           | 18.7                          | 14.4                          | 13.7                          | 10.1                          | 9.5                           | 10.6                          | 12.0                          | 10.0                          | 12.1                          | 10.9                          | 13.6                          | 18.0                          | 153.6                         |
| 平均月間日照時間                   | 71.0                          | 89.1                          | 148.0                         | 189.2                         | 205.5                         | 160.8                         | 177.9                         | 214.9                         | 149.9                         | 152.5                         | 110.3                         | 78.6                          | 1,747.7                       |
| 出典1：Japan Meteorological Agency |                               |                               |                               |                               |                               |                               |                               |                               |                               |                               |                               |                               |                               |
| 出典2：気象庁                      |                               |                               |                               |                               |                               |                               |                               |                               |                               |                               |                               |                               |                               |

## 交通

### 鉄道路線
- 山陰本線 中山口駅 - 下市駅 - 御来屋駅 - 名和駅 - 大山口駅

各庁舎への最寄り駅
本庁舎：御来屋駅または名和駅
大山庁舎：大山口駅
中山庁舎：中山口駅

### バス路線
- 日本交通（日交バス）：大山・名和地区の幹線のみ。

### タクシー路線
- スマイル大山号：予約制乗合タクシー。町内全域で運行。

### 道路

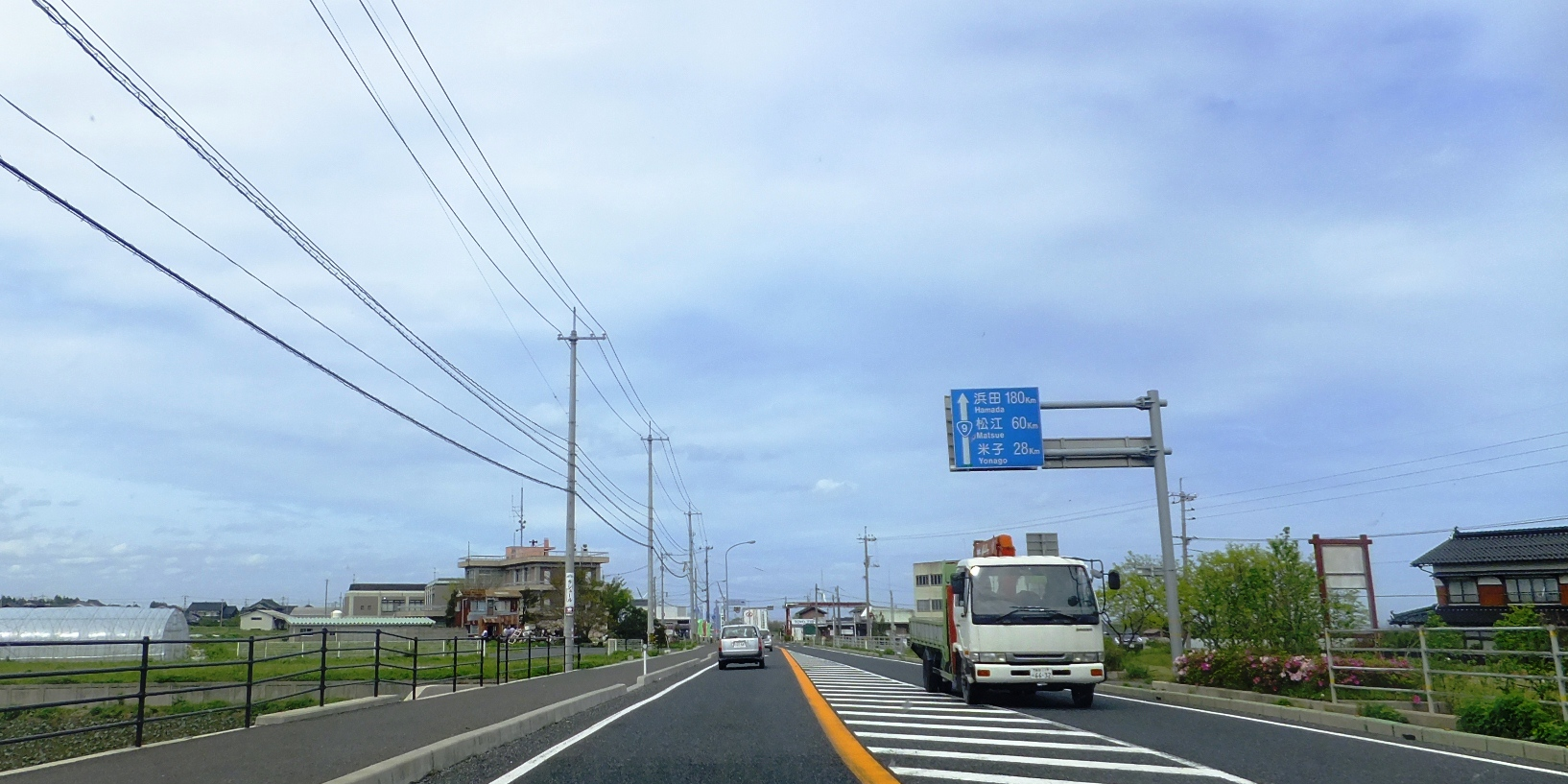
町内の東西を縦断する国道9号
田中で撮影

高速道路
町内にあるインターチェンジ
山陰自動車道 赤碕中山IC - 中山IC - 名和IC - 大山IC - 淀江IC（2007年9月29日に淀江大山ICから改称）
一般国道
町内を走る一般国道
国道9号
県道
町内を走る県道
鳥取県道24号米子大山線
鳥取県道30号赤碕大山線
鳥取県道34号倉吉赤碕中山線
鳥取県道36号名和岸本線
鳥取県道54号豊房御来屋線
鳥取県道158号大山口停車場大山線
鳥取県道171号大山口停車場線
鳥取県道239号羽田井植松線
鳥取県道240号旧奈和西坪線
鳥取県道242号大山淀江インター線
鳥取県道243号中高妻木線
鳥取県道269号松河原名和線
鳥取県道276号高橋松河原線
鳥取県道277号豊房名和線
鳥取県道279号淀江インター線
鳥取県道284号大山寺岸本線
鳥取県道299号赤松淀江線
鳥取県道305号大山佐摩線
鳥取県道314号赤松大山線
鳥取県道329号淀江琴浦線

### 道の駅
- 大山恵みの里

## 情報通信
市外局番は、中山地区が0858（20～69）、その他が0859（20～99）となる。但し、天気予報はいずれも0859-177となる。（0858が鳥取県東部・中西部双方で使われているため。）
- 0859（20～99）エリア
  - 米子市・境港市・日吉津村・大山町（中山地区を除く）・南部町・伯耆町・日南町・日野町・江府町
  - 御来屋電話交換所管轄（48（4千番台）、54）
  - 大山電話交換所管轄（39（5千番台）、53（1、3～7千番台））
  - 大山明間電話交換所管轄（48（5千番台）、53（8、9千番台））
  - 大山寺電話交換所管轄（48（6千番台）、52（2、3、6～9千番台））
  - 淀江電話交換所管轄（37（4千番台）、39（4千番台）、56）
  - 米子巌電話交換所管轄（27、37（0、1、7～9千番台）、39（3千番台））

- 0858（20～69）エリア
  - 倉吉市・三朝町・湯梨浜町・琴浦町・北栄町・大山町（中山地区）
  - 下市電話交換所管轄（49（3千番台）、58）

郵便物の集配は、以下の郵便局が行う。
- 御来屋郵便局:689-32xx
- 大山郵便局:689-33xx
- 下市郵便局:689-31xx

## 名所・旧跡・観光スポット・祭事・催事
- 大山隠岐国立公園
- 大山寺 - 阿弥陀堂などは国の重要文化財。鳥取県大山で最初に作られた寺院であり、2018年で1300年を迎える[2]。
- 大神山神社 - 奥宮の本殿・幣殿・拝殿および末社下山神社本殿・幣殿・拝殿は国の重要文化財
- 名和神社 - 建武中興十五社の一つで、三木一草の一人名和長年を祭神とする。山陰有数の桜の名所[6]。
- 門脇家住宅 - 主屋、水車小屋、米蔵、新蔵の4棟が国の重要文化財
- 妻木晩田遺跡 - 国の史跡
- 大山道
- 大山スキー場
- 所子地区 - 集落と周辺の農地計25.8ヘクタールが国の重要伝統的建造物群保存地区として選定されている（種別：農村集落）。
- 中山いさい踊り[7] - 1890年に当地（当時は逢坂村）に投宿した小泉八雲が著書『知られざる日本の面影』第6章「盆踊り」（1894年）で詳述したことで知られる[8][9]。八雲は同村下市の妙元寺（現・大山町下市56）で見た盆踊りに感銘したほか、宿の清潔さや調度品の優雅さ繊細さに驚き、当地の人々の親切さと礼儀正しさは「想像に絶し、言語に絶し、他の国ではありえないこと」だと称賛した[10]。
- 中山神社 - サギの宮、伯耆の白兎発祥の地

## 出身有名人
- 角田晃一（日本中央競馬会調教師）
- 福留繁（軍人）
- 門脇卓爾（哲学者）-　学習院大学名誉教授
- 門脇章太郎（実業家）
- 名和長年（武将）
- 桂木龍（演歌歌手）
- 二宮ユーキ（映像作家）
- 福留健吾 -　サッカー選手
- 稲田二千武 - ファミリーイナダ創業者
- まひる - お笑いコンビ、ガンバレルーヤのメンバー

## 大山町を撮影した作品
- 映画「ぬくもりの内側」 エピソード２（2023年 イオンエンターテイメント、白石美帆、三田佳子、音無美紀子、渡辺裕之、島田順司、スギちゃん）

## 特産品
- 梨（新甘泉、二十世紀、王秋など）
- 大山ブロッコリー
- 白ねぎ
- りんご
- ブルーベリー
- 鶏肉（大山鶏、大山ハーブチキン）
- 和牛（大山黒牛、鳥取和牛）
- 豚肉（トトリコ豚、大山ルビー）
- 生乳（白バラ牛乳）
- サザエ
- あわび
- 白いか
- 大山おこわ
- 大山そば